# Horisme
Horisme är ett släkte av fjärilar som beskrevs av Jacob Hübner 1825. Horisme ingår i familjen mätare.

## Bildgalleri

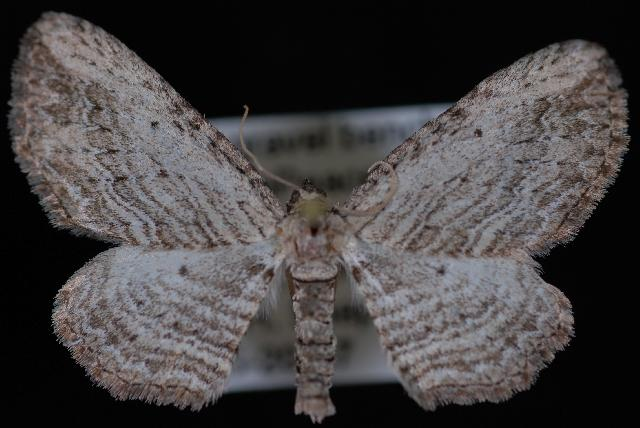

## Dottertaxa tillHorisme, i alfabetisk ordning[1][2]
- Horisme aemulata
- Horisme aeolotis
- Horisme albicristata
- Horisme albimedia
- Horisme albipannosa
- Horisme albiplaga
- Horisme albostriata
- Horisme alticameruna
- Horisme alutacearia
- Horisme anguligera
- Horisme angustealata
- Horisme angustipennis
- Horisme aorista
- Horisme aquata
- Horisme arenosus
- Horisme bamiana
- Horisme bipartita
- Horisme boarmiata
- Horisme bretschneideri
- Horisme brevifasciaria
- Horisme brisciacensis
- Horisme brooksi
- Horisme brunnea
- Horisme brunneata
- Horisme brunneotincta
- Horisme brunniceps
- Horisme caliginosa
- Horisme calligraphata
- Horisme carinthiaria
- Horisme carneata
- Horisme catalalia
- Horisme chinensis
- Horisme chlorodesma
- Horisme clandestinata
- Horisme clarkei
- Horisme columbia
- Horisme completa
- Horisme conspicuata
- Horisme contaminata
- Horisme corticata
- Horisme cristata
- Horisme cuprea
- Horisme decreta
- Horisme detersata
- Horisme deviaria
- Horisme disparata
- Horisme disrupta
- Horisme dryocyma
- Horisme elachista
- Horisme emarginata
- Horisme erythroides
- Horisme eurytera
- Horisme exoletata
- Horisme exors
- Horisme exsoletaria
- Horisme extrafumata
- Horisme falcata
- Horisme fasciata
- Horisme filia
- Horisme flavofasciata
- Horisme flavovenata
- Horisme fusconotata
- Horisme genuflexa
- Horisme gillettei
- Horisme gobiata
- Horisme goliathi
- Horisme grandescens
- Horisme grisearia
- Horisme griseata
- Horisme guadata
- Horisme hirtivena
- Horisme hyperythra
- Horisme illustris
- Horisme impigra
- Horisme impleta
- Horisme incana
- Horisme inconstans
- Horisme incurvaria
- Horisme indoctrinata
- Horisme insularis
- Horisme intestinata
- Horisme intrepida
- Horisme intricata
- Horisme invicta
- Horisme jansei
- Horisme kansuensis
- Horisme kawamurai
- Horisme koreisme
- Horisme labeculata
- Horisme laurinata
- Horisme leprosa
- Horisme leucophanes
- Horisme leucotmeta
- Horisme lichenosa
- Horisme ligaminata
- Horisme longispicata
- Horisme lucillata
- Horisme macularia
- Horisme maerens
- Horisme marmorata
- Horisme milvaria
- Horisme minor
- Horisme minuata
- Horisme mortuata
- Horisme murudensis
- Horisme nebulata
- Horisme neocosma
- Horisme nigripunctata
- Horisme nigrofasciata
- Horisme nigrovittata
- Horisme notata
- Horisme obscurata
- Horisme olivata
- Horisme orientalis
- Horisme pallidimacula
- Horisme palmeri
- Horisme parcata
- Horisme paucita
- Horisme peplodes
- Horisme pfeifferi
- Horisme picta
- Horisme plagiographa
- Horisme plurilineata
- Horisme ponderata
- Horisme praemaculata
- Horisme predotai
- Horisme punctiscripta
- Horisme radicaria
- Horisme rectilineata
- Horisme repedata
- Horisme restituta
- Horisme rewaensis
- Horisme riedingeri
- Horisme rivularis
- Horisme rufilunata
- Horisme rufipicta
- Horisme scorteata
- Horisme scotodes
- Horisme scotosiata
- Horisme semipleta
- Horisme semirufata
- Horisme serangica
- Horisme simulans
- Horisme singulariata
- Horisme staudingeri
- Horisme steretica
- Horisme sternecki
- Horisme stratata
- Horisme submontana
- Horisme subradiata
- Horisme suffusa
- Horisme superans
- Horisme suppressaria
- Horisme symmetrozona
- Horisme taeniolata
- Horisme teresa
- Horisme teriolata
- Horisme tersata
- Horisme tersulata
- Horisme testaceata
- Horisme tetricata
- Horisme undulifera
- Horisme ustimaculata
- Horisme ustiplaga
- Horisme wanquana
- Horisme variegata
- Horisme vitalbata
- Horisme wittei
- Horisme xerophila
- Horisme xylinata